# アレシャンドレ・ガマ
アレシャンドレ・トレイラ・ダ・ガマ・リマ・カサド（Alexandre Torreira da Gama Lima Casado、1968年1月4日 - ）は、ブラジル・リオデジャネイロ出身のサッカー指導者。

## 人物
佐藤大介によればムアントン・ユナイテッドFCで指導を行う際には英語で話しているとのこと。

## 指導歴
- フルミネンセFC（ユース） 2002年-2004年
- インテル・デ・リメイラ（ユース） 2005年
- フルミネンセFC（ユース） 2005年-2006年
- アル・ワフダ 2006年-2008年
- マカエ 2008年
- ヴォルタ・レドンダ 2008年
- 慶南（アシスタント） 2009年-2010年
- 韓国代表（アシスタント） 2011年
- マドゥレイラ 2013年
- アル・シャハーニーヤ 2014年
- ブリーラム・ユナイテッド 2014年-2016年
- チェンライ・ユナイテッド 2016年-2018年
- タイU-21代表 2018年
- タイU-23代表 2018年-2019年
- ムアントン・ユナイテッド 2019年-2020年
- ブリーラム・ユナイテッド 2020年-2021年
- 大邱 2022年-同年8月
- ランプーン・ウォリアー 2022年-2025年-

## タイトル
- ブリーラム・ユナイテッド

タイ・リーグ1: 2014年、2015年
タイFAカップ: 2015年
タイ・リーグカップ: 2015年
コー・ロイヤルカップ: 2015年、2016年
トヨタプレミアカップ: 2016年
メコンクラブチャンピオンシップ: 2015年
- チェンライ・ユナイテッド

タイFAカップ: 2017年、2018年
タイ・リーグカップ: 2018年
タイチャンピオンズカップ: 2018年